# Gouge Away
Gouge Away est un groupe américain de punk hardcore, originaire de Fort Lauderdale, en Floride.

## Biographie
Le groupe se forme en 2012 autour de Christina Michelle au chant, Victor Skamiera à la guitare, Kotu Bajaj à la basse et Mick Ford à la batterie. Gouge Away se fait connaître grâce à ses prestations lives et ses textes politiques qui traitent de thèmes comme les agressions sexuelles, le racisme systémique, la brutalité policière, le droit des animaux et le manque de financement de l'école publique aux Etats-Unis.
Still Bored, le premier EP du groupe sort le 23 mars 2013. Il est autoproduit. Le 31 octobre, pour Halloween, parait Focus Your Anger, deuxième EP.
Le premier album de Gouge Away, , Dies, sort le 13 février 2013 sur le label Eighty-Sixed Records. Il connait un certain succès auprès de médias comme le Brooklyn Vegan et Vice qui le classent dans leurs tops des meilleurs sorties de l'année écoulée.
Le 21 avril 2017 sort le single Swallow b/w Sweat. La formation du groupe évolue. Mick Ford devient le guitariste du groupe et laisse la place de batteur à Tommy Cantwell, quant à Kotu Bajaj, il est remplacé par Zack Rogers.
Le 28 septembre 2018 parait le deuxième album du groupe, Burnt Sugar. Il sort sur le label Deathwish. L'album est produit par Jeremy Bolm (Touché Amoré) et Jack Shirley. Le line-up évolue encore. Tyler Forsythe est le nouveau bassiste du groupe. L'album est plus introspectif et moins politique. En effet, Christina Michelle a préféré aborder d'autres sujets pour sa santé personnelle. Elle trouvait cela difficile de chanter des textes aussi durs et de s'infliger ça soir après soir. Revolver Magazine classe Burnt Sugar à la neuvième place de son classement des meilleurs albums de 2018.
Depuis 2019, un nouveau guitariste, Dylan Downey, apparaît dans les crédits des enregistrements du groupe.
En 2025 le groupe joue pour la première fois au Hellfest à Clisson.

## Membres

### Membres actuels
- Christina Michelle – chant
- Mick Ford – guitare
- Thomas Cantwell – batterie
- Tyler Forsythe – basse
- Dylan Downey – guitare

### Anciens membres
- Kotu Bajaj — basse (2013-2017)
- Victor Skamiera — chant, guitare (2013-2017)
- Peter Allen — guitare (2016)
- Zack Rogers — basse (2017-2018)
- Tommy Cantwell — batterie

## Discographie

### Albums studio
- 2016 - , Dies (Eighty-Sixed Records)
- 2018 - Burnt Sugar (Deathwish Inc.)
- 2024 - Deep Sage (Deathwish Inc.)